# NGC 7231
NGC 7231 (również PGC 68285 lub UGC 11951) – galaktyka spiralna z poprzeczką (SBa), znajdująca się w gwiazdozbiorze Jaszczurki. Odkrył ją William Herschel 24 października 1786 roku.